# 叙尔河畔埃施
叙尔河畔埃施（法語：Esch-sur-Sûre）是卢森堡西北部的一个市镇和小镇，属于维尔茨县。叙尔河畔埃施一度是卢森堡面积第二小的市镇（第一小的是雷米希），直到2011年诺因豪森和海德沙伊德并入该地。
叙尔河畔埃施坐落在叙尔河畔，位于上叙尔湖东部和下游。该镇著名的城堡坐落在河水蜿蜒曲折的土地上。 
地名后缀“叙尔河畔”（sur-Sûre）将其与城市阿尔泽特河畔埃施（Esch-sur-Alzette）区分，后者通常简称作“埃施”（Esch）。 
紧靠城镇上方的河流已被堰塞成了一个向谷地延伸约10公里的水力发电水库。 

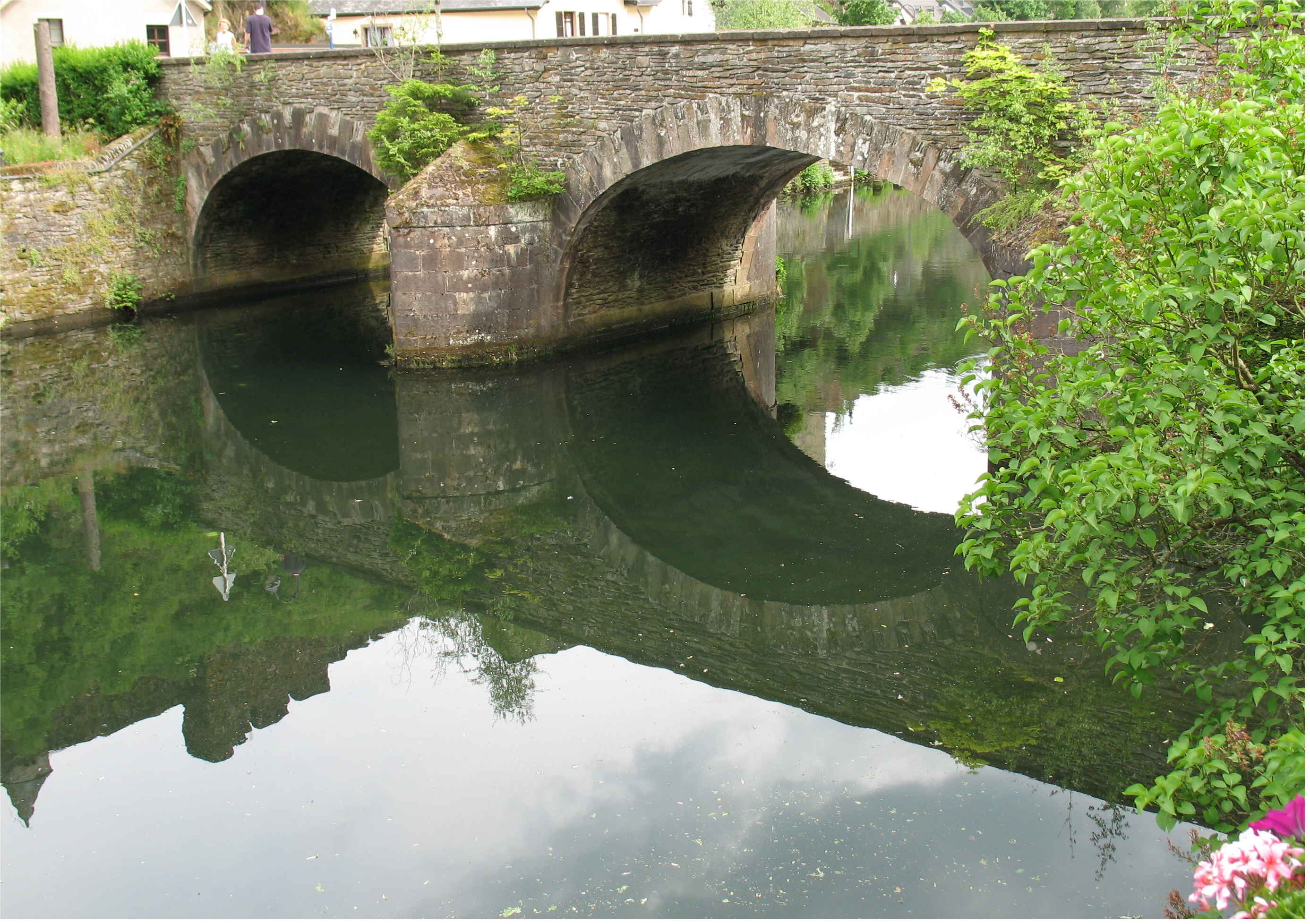
叙尔河上的桥

## 村镇
该市镇由以下村庄组成： 
| - 叙尔河畔埃施: - 叙尔河畔埃施 | - 海德沙伊德: - Dirbach - Eschdorf - 海德沙伊德 - Fond de Heiderscheid - Merscheid - Ringel - Tadler - Hierheck (称地) | - 诺因豪森: - Bonnal - Insenborn - Lultzhausen - 诺因豪森 - Bourgfried (称地) |